# Lány 53 kg-os súlyemelés a 2010. évi nyári ifjúsági olimpiai játékokon
A 2010. évi nyári ifjúsági olimpiai játékokon a súlyemelés lány 53 kg-os versenyszámát augusztus 16-án 14:30-kor rendezték meg a Toa Payoh Sports Hallban. A résztvevők legfeljebb 53 kg-os testtömeggel indulhattak.
A végeredménynél összeadódott az emelő legjobb szakítás és lökés eredménye. A versenyzőknek fogásnemenként három gyakorlat állt rendelkezésükre; az emelés eredménye a legnehezebb sikeresen felemelt súly volt.

## Eredmények
Az eredmények kilogrammban értendők.

### Végeredmény
| H     | Név             | Nemzet                      | Cs | Súly  | Szakítás | Szakítás | Szakítás | Szakítás | Lökés | Lökés | Lökés | Lökés | Össz. |
| H     | Név             | Nemzet                      | Cs | Súly  | 1        | 2        | 3        | E        | 1     | 2     | 3     | E     | Össz. |
| ----- | --------------- | --------------------------- | -- | ----- | -------- | -------- | -------- | -------- | ----- | ----- | ----- | ----- | ----- |
| Arany | Boyanka Kostova | Bulgária (BUL)              | A  | 52,73 | 78       | 82       | 85       | 85       | 98    | 98    | 107   | 107   | 192   |
| Ezüst | Hsing-Chun Kuo  | Tajvan (TPE)                | A  | 52,91 | 72       | 75       | 77       | 77       | 90    | 95    | 97    | 97    | 174   |
| Bronz | Dewi Safitri    | Indonézia (INA)             | A  | 51,32 | 70       | 71       | 76       | 71       | 95    | 100   | 103   | 100   | 171   |
| 4.    | Yineisy Reyes   | Dominikai Köztársaság (DOM) | A  | 52,26 | 80       | 80       | 85       | 80       | 80    | 86    | 86    | 86    | 166   |
| 5.    | Diana Cadena    | Kolumbia (COL)              | A  | 52,51 | 68       | 68       | 71       | 71       | 87    | 90    | 90    | 90    | 161   |
| 6.    | Damla Aydin     | Törökország (TUR)           | A  | 52,25 | 67       | 70       | 72       | 67       | 80    | 80    | 85    | 80    | 147   |
| 7.    | Oumaima Majri   | Tunézia (TUN)               | A  | 52,46 | 58       | 62       | 65       | 62       | 73    | 78    | 80    | 78    | 140   |
| 8.    | Lomina Tibon    | Marshall-szigetek (MHL)     | A  | 52,26 | 25       | 30       | 30       | 30       | 35    | 45    | 45    | 35    | 65    |

## Fordítás
Ez a szócikk részben vagy egészben  a   Weightlifting at the 2010 Summer Youth Olympics – Girls' 53 kg című angol Wikipédia-szócikk fordításán alapul.  Az eredeti cikk szerkesztőit annak laptörténete sorolja fel. Ez a jelzés csupán a megfogalmazás eredetét és a szerzői jogokat jelzi, nem szolgál a cikkben szereplő információk forrásmegjelöléseként.